# Canzone romana
Con l'espressione canzone romana si identifica la musica popolare originaria di Roma.

## Dal Rinascimento al Settecento

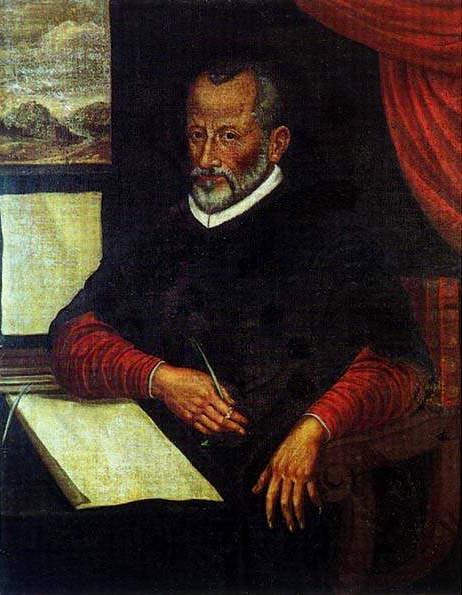
Palestrina

La canzone romana, così come ci è nota, ha origini già dalla metà del Medioevo e riflette evidentemente le mentalità, i costumi, le credenze, le esigenze e i desideri della relativa epoca.
Roma è una città soprattutto religiosa, abitata da un gran numero di preti e suore e quindi non stupisce che il ritrovamento del brano, di autore ignoto, originario del XII secolo si intitolasse Er Pellegrino e, fatta eccezione del brano d'amore Sonetto altro brano di autore ignoto del XIV secolo, nel Settecento fosse diffuso il duetto fra madre priora e suora intitolato La galinella, e addirittura il Giubileo del 1500 fu rallegrato dalle musiche polifoniche del Palestrina e dalle rime cantate da san Filippo Neri e leggermente storpiate dai cantastorie del tempo. La contraddizione che emerge sin dai secoli scorsi è proprio questa comunanza fra temi sacri e profani, tra i santi e la madre Maria da un lato, le donne e il vino dall'altro. Oltre a questi temi non mancarono le canzoni politiche e sociali, ma affrontate in modo satirico e quasi mai in modo rivoluzionario.

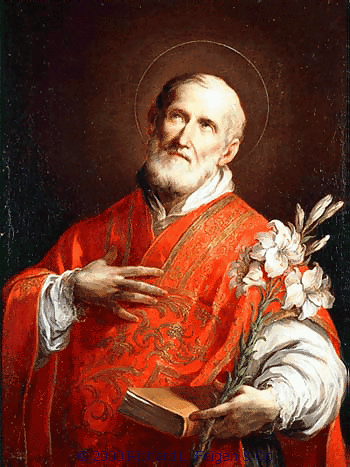
San Filippo Neri

Le forme musicali più diffuse e comuni furono lo stornello, ossia brevi strofe costituite da un quinario riferito abitualmente ad un fiore, seguito da due endecasillabi in rima o in assonanza con il quinario; il sonetto, chiamato anche "romanella" componimento in ottave, degnamente rappresentato dalla canzone di cui sopra "Sonetto", conosciuta anche come Bella quanno te fece mamma tua; la tarantella, da non confonderla con il ballo napoletano, costituite da quartine a rime, utilizzata per occuparsi di tematiche femminili o di tematiche di attualità stringente, come il trasferimento de mercato delle erbe in Campo de' Fiori, avvenuto nel 1651. Assieme a tutte queste forme musicali cantate, il ballo per eccellenza era il saltarello, scandita dal ritmo del tamburello, che cercava di evocare soprattutto scene di corteggiamento amoroso.
Al Settecento viene abitualmente fatta risalire la canzone d'amore Come te posso ama'  nota anche come Canto del carcerato, oltre Alla renella che influenzò Pëtr Il'ič Čajkovskij durante la sua permanenza a Roma, quando descrisse le fonti di ispirazione del suo Capriccio italiano.

## L'Ottocento e la Festa di S.Giovanni

Fregoli

Se per la canzone napoletana l'evento che ha in qualche modo ufficializzato e fissato nella storia una passione vecchia di molti secoli fu la Festa di Piedigrotta, per la canzone romana esistette un avvenimento di un'importanza similare, come la festa di San Giovanni, raduno popolare svolto presso Porta San Giovanni, dove si sfidarono a singolar tenzone cantori, cantastorie, in una gara di stornelli alimentati dal vino dei Castelli. Il preambolo a questa iniziativa fu senza dubbio il desiderio di festeggiare il ventennale dell'Unità d'Italia con Roma capitale e dai primi di maggio si susseguirono vari raduni quali le prime corse ippiche sulla nuova pista di Tor di Quinto.
Quindi nella notte tra il 23 e il 24 giugno del 1891 in una osteria appena fuori Porta San Giovanni, chiamata Facciafresca venne ideato il concorso per la più bella canzone romana. La manifestazione riscosse un successo di pubblico inaspettato, al punto che la folla, a causa del grande entusiasmo deragliò sul palco dove avrebbero dovuto esibirsi i cantanti muniti di mandolini, chitarre, violini, grancassa. L'organizzatore fu costretto a rimandare la manifestazione al giorno seguente cambiando sede, nella quale vinse la canzone Le streghe, musicata da Calzelli e su testo di Ilari, che ebbe l'onore di essere cantata magistralmente da Leopoldo Fregoli, in procinto di divenire il trasformista per eccellenza. Le streghe era una canzone in stile romanza, che nei testi conservava traccia della festa pagana antecedente alla commemorazione del Santo.

Petrolini

In quegli anni stava divenendo una moda la canzone, talvolta estratta da versi celebri, come nel caso de La serenata di Gioacchino Belli, musicata da noti maestri, come il Parisotti. Altre canzoni che restarono agli annali nelle prime edizioni della manifestazione furono Affaccete ciumaca di Ilari-Feroci, La lumacara, Quanto sei scema di Cotogni-Persichetti, e soprattutto Affaccete Nunziata di Ilari-Guida, considerata una della più belle canzoni della fine del secolo, lanciata anche dal tenore Tommaso Fiorentini. Il successo della manifestazione è attestato dalla sua longevità visto che ancora nel secondo dopoguerra si susseguirono le audizioni del Festival di San Giovanni.
La rassegna canora di San Giovanni, resse persino l'urto di altre due importanti manifestazioni istituite, una negli anni venti, definita la Piedigrotta romana ideata dall'editore Gennarelli e negli anni trenta la rassegna fascista trasteverina Festa de' Noantri gestita dal Dopolavoro.
La fine dell'Ottocento si rivelò un momento d'oro per la musica romana, dato che molti tenori, oltre al già citato Fiorentini, come Checco Marconi e Toto Cotogni, per non parlare di Lina Cavalieri portarono le canzoni romane in tutta Italia e persino nei templi della musica internazionale come il Metropolitan.
La canzone romana in questo periodo acquistò sempre più umorismo, spirito, allegria, basti pensare al cantante.comico Gustavo Cacini, divenuto celebre anche per aver ispirato con la sua marcetta intitolata Il treno rosa, addirittura Faccetta nera di Mario Ruccione, pur restando fedele, la canzone romana, ad una tradizione di sonetti e di stornelli lirici e appassionati.
Assieme a questi filoni, la canzone romana ottocentesca mise in mostra anche le canzoni filopapiste o anticlericali, basate spesso su rime di Pasquino e di Ciceruacchio, oppure quelle carnevalesche, per non parlare di quelle politiche; e a tal proposito ancora nell'anno 1924 si intonavano canzoni chiaramente critiche e sbeffeggianti il regime.

## Il Novecento

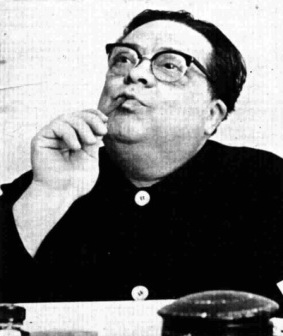
Aldo Fabrizi

Verso la fine dell'Ottocento e agli inizi del Novecento il luogo preposto per le canzoni popolari è l'osteria, dentro la quale tra fumi e alcool, si dettarono le strofe de La società dei magnaccioni rielaborata dopo qualche decennio e portata al successo da Gabriella Ferri. Tra le canzoni della mala, celeberrima furono Gira e fai la rota, la rivisitazione del Canto del carcerato ed il Canto della Passatella, che era un gioco di società tutt'altro che innocuo.
Nei primi anni del Novecento le tematiche preferite dagli autori romani risultarono ancora le donne e l'amore, con le solite eccezioni di tematiche d'attualità a carattere satirico, basti pensare a Li paini d'oggi giorno del 1898, una presa in giro della moda d'impomatarsi, oppure a È vietato de sputa'  che faceva riferimento alla proibizione di quella abitudine antichissima ma poco igienica, oppure ancora a Tassametro d'amore del 1909 dedicata all'introduzione dei tassametri per i vetturini.

Renato Rascel

### Il sor Capanna e Petrolini
Senza trascurare gli importanti contributi forniti anche dall'operetta romana, come nel caso de Er marchese der Grillo di Berardi-Mascetti, agli inizi del Novecento nei caffè concerto, ossia nei nuovi luoghi di ascolto di canzoni, imperversavano strofe dedicate o scritte dal Sor Capanna, un cantastorie trasteverino che dopo avere iniziato la carriera ironizzando sui fatti di cronaca, si accorse di ottenere maggiore successo occupandosi di fatti di attualità, rischiando di quando in quando anche la galera per eccesso di irriverenza, come quando durante le giornate di Caporetto, cantò:
te la manno 'n cartolina".
Bombacé 

aritirete che vié bé»

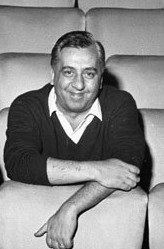
Sandro Giovannini

È noto che Petrolini fece salire sul palco del teatro Quirino il sor Capanna presentandosi come un suo doppio. Fu proprio quello il periodo di massimo fulgore del teatro Jovinelli che vide nascere alcune delle più memorabili canzoni romane dell'epoca, basti citare i vari cantanti che si esibirono: Gino Franzi, Gabrè, Carlo Buti, Reginella, e Petrolini che immortalò alcuni dei suoi brani più emblematici 'Na gita a li Castelli, La pizzicarola, Tanto pe' cantà. La prima canzone della terna, chiamata popolarmente anche Nannì, la scrisse appositamente per Petrolini, Franco Silvestri, già noto come accompagnatore di Fregoli e venne lanciata in occasione della sagra dell'uva di Marino, dove venne cantata per la prima volta.
Nello stesso anno, il 1910, si mise in risalto un altro trasteverino, uno stuccatore di nome Romolo Balzani, in arte Romoletto, che compose una serie di ballate, la più famosa resterà Barcarolo romano (di Balzani-Pizzicaria).
Oltre al caso internazionale di Petrolini, il mondo del teatro, nei primi decenni del Novecento continuò a sfornare una serie di comici-autori-cantanti, tra i quali giova ricordare Carlo Campanini, Renato Rascel, e Aldo Fabrizi di cui vale la pena citare le canzoni Pupetta e Volemose bene.
Negli stessi anni Mario Ruccione, a parte il plagio di cui venne accusato per Faccetta Nera, si dimostrò uno degli autori più prolifici, e di lui pare giusto celebrare Vecchia Roma, che ricevette innumerevoli versioni in tante lingue.
AI tempi del Fascismo si intensificarono le canzoni di regime, come Ho scritto ar Duce di De Torres-Simeoni-Del Pelo, la celeberrima e nostalgica Casetta de Trastevere di De Tores-Simeoni-Del Pelo, la xenofoba Da cosa nasce cosa di Cherubini-Ruccione, la colonialista In posticino al sole di Martelli-Neri-Simi.
Nel 1934 Cherubini e Di Lazzaro sfornarono un capolavoro come Chitarra romana che ebbe la fortuna di varcare l'oceano e diventare un super-hit. Canzoni come Quanto sei bella Roma ebbe un'interprete d'eccezione in Anna Magnani. Se nel 1937 fu il toscano Carlo Buti a riscuotere il maggior successo con La romanina, il trio Martelli, Neri e Gino Simi azzeccarono la più riuscita melodia pre guerra con Com'è bello fa' l'amore quanno è sera.

### Gli anni cinquanta: Radiocampidoglio e la commedia musicale

Pietro Garinei

Mentre la musica romana proseguì sui tre filoni dello stornello, della serenata e della canzone drammatica, dalle macerie della seconda guerra mondiale nacque Radiocampidoglio che contribuì alla rinascita della canzone romana, visto che dai suoi studi cantarono Claudio Villa, Mariam Boni, Giulia Jandolo e tanti altri importanti interpreti. Questo fu anche uno dei periodi più floridi, non solo per la musica, ma per tutto il mondo dello spettacolo in generale, dal momento che gli stranieri si accorsero della alta qualità di vita che si poteva condurre nella capitale d'Italia e questo favorì un grande concentramento di personaggi, capitali, iniziative e idee.
Nei primi anni cinquanta si trasferì il Festival di San Giovanni sulle onde radiofoniche e alcune di quelle canzoni riuscirono a divenire popolari grazie alla grancassa della radio, anche se la più apprezzata canzone dedicata a Roma risultò nel 1955 Arrivederci Roma di Renato Rascel, però scritta più in lingua che in dialetto.

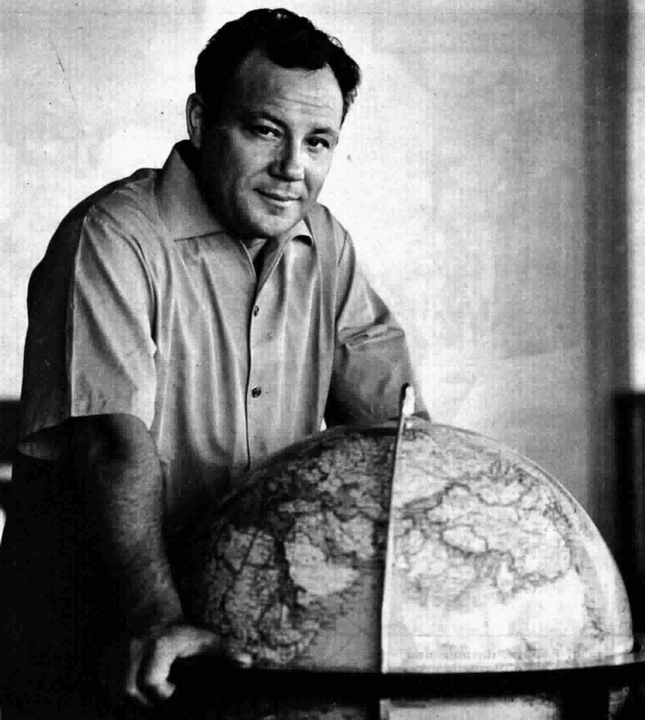
Claudio Villa

Più casuale fu l'incontro nella farmacia di Pietro Garinei con il giornalista Sandro Giovannini, che assieme a Pasquale Festa Campanile e a Massimo Franciosa riportarono in auge la commedia musicale romana, in primis lanciando la maschera di Rugantino, assieme ad un nutrito gruppo di artisti di eccellenza, da Nino Manfredi a Lea Massari, da Aldo Fabrizi a Bice Valori, da Toni Ucci a Lando Fiorini, e poi continuando a produrre egregie commedie musicali.

### Ai nostri giorni
Qualche anno dopo, siamo verso la fine degli anni sessanta, un altro luogo divenne importante per lo sviluppo della canzone romana: il Folkstudio da cui uscirono fuori vari cantautori, tra i quali Antonello Venditti e le sue creazioni, da Roma Capoccia a Campo de' fiori che ancora oggi rappresentano una delle ultime correnti di musica romana. Negli anni settanta il chitarrista Sergio Centi otterrà premi da parte della critica per i suoi lavori dialettali, così come successi popolari li otterranno Franco Califano, i Vianella, Alvaro Amici, Lando Fiorini, Luisa De Santis e Gabriella Ferri. Negli anni novanta si è andata affermando una nuova corrente romanesca che basa la propria forza, oltre che sul dialetto romanesco, soprattutto sui temi trattati (sessuali, politici e anticlericali), tutti di impronta marcatamente scurrile. Tale filone si riallaccia alle opere di Giuseppe Gioachino Belli e ai canti licenziosi di origine medievale. Fortunatamente nel 1991 nasce il Festival della Canzone Romana che ospita la tradizione romanesca rappresentata dagli esponenti più importanti del panorama nazionale come Nino Manfredi, Sergio Centi, Franco Califano, I Vianella, Lando Fiorini, Schola Cantorum, Manuela Villa, Alberto Laurenti, Maurizio Fortini, I Musici Romani, ecc. La manifestazione fondata e portata avanti da Lino Fabrizi, definito il "precursone della canzone romana", lascia un'impronta nella scena musicale nazionale dove tra carrozzelle, fontane, tramonti e storie d'amore, la romanità è quella di un tempo intramontabile ed eterna, ma anche nuova e moderna con la scoperta di altri giovani interpreti romani. La scuola dei cantautori romani si è arricchita ulteriormente negli ultimi anni anche dalla presenza di artisti come Maurizio Fortini (tra le sue opere il brano Fiore de Roma e il musical teatrale Opera Romanesca in due atti) o la presenza sulle scene di Daniele Silvestri, neomenestrello della canzone romana con pezzi come Testardo il quale, pur presentando nel testo la parolaccia romana per eccellenza, non trascende mai nella volgarità ma anzi rappresenta incisivamente la figura del tipico duro romano con l'anima romantica. Negli anni duemila, tocca invece a Elena Bonelli. Con lo spettacolo Roma In The World, l'artista, considerata l'erede di Gabriella Ferri, veste la canzone romana in abiti da sera e la porta in scena nei teatri più prestigiosi di 130 paesi nel mondo. Alla Ferri e alla canzone romana è pure dedicato il fortunato spettacolo Romana dell'artista Tosca. A Roma ha dedicato diverse sue canzoni anche Renato Zero, artista romano tra i più famosi anche a livello nazionale.